# Heterocrossa sanctimonea
Heterocrossa sanctimonea är en fjärilsart som först beskrevs av Clarke 1926.  Heterocrossa sanctimonea ingår i släktet Heterocrossa och familjen Carposinidae. Inga underarter finns listade i Catalogue of Life.